# Jean-Georges Vibert
Jean-Georges Vibert, född den 30 september 1840 i Paris, död där den 28 juli 1902, var en fransk genremålare.
Vibert studerade under Félix-Joseph Barrias och François-Édouard Picot, började med att måla mytologiska ämnen med nakna figurer – Narcissus, Dafnis och Chloe – framlade sedan genrebilder med ett humoristiskt innehåll, inträngande karaktäristik och satirisk udd men inte sällan något hårt målade. Hans akvareller Gulliver och liliputarna, Fesaga med flera gjorde uppseende, så även ett porträtt av Coquelin den äldre i en  Molièreroll. Det mest omtalade av alla hans arbeten intar en särskild plats för sig i hans produktion. Det är den väldiga duken Thiers apoteos, som han utställde på salongen 1878 och som staten inköpte. Det framställer i mitten Thiers vilande på en antik bädd, till hälften överhöljd av franska flaggan. På sidorna scener från Paris under freden och från Paris under belägringen. Vibert uppträdde även som författare till några smärre dramatiska arbeten.